# Rębiechowo (Kartuzy)
Pour les articles homonymes, voir Rębiechowo.
Rębiechowo est une localité polonaise de la gmina mixte de Żukowo située dans le  powiat de Kartuzy en voïvodie de Poméranie. Elle se trouve à environ 11 km à l'est de Kartuzy et 18 km à l'ouest de la capitale régionale Gdańsk.

## Géographie

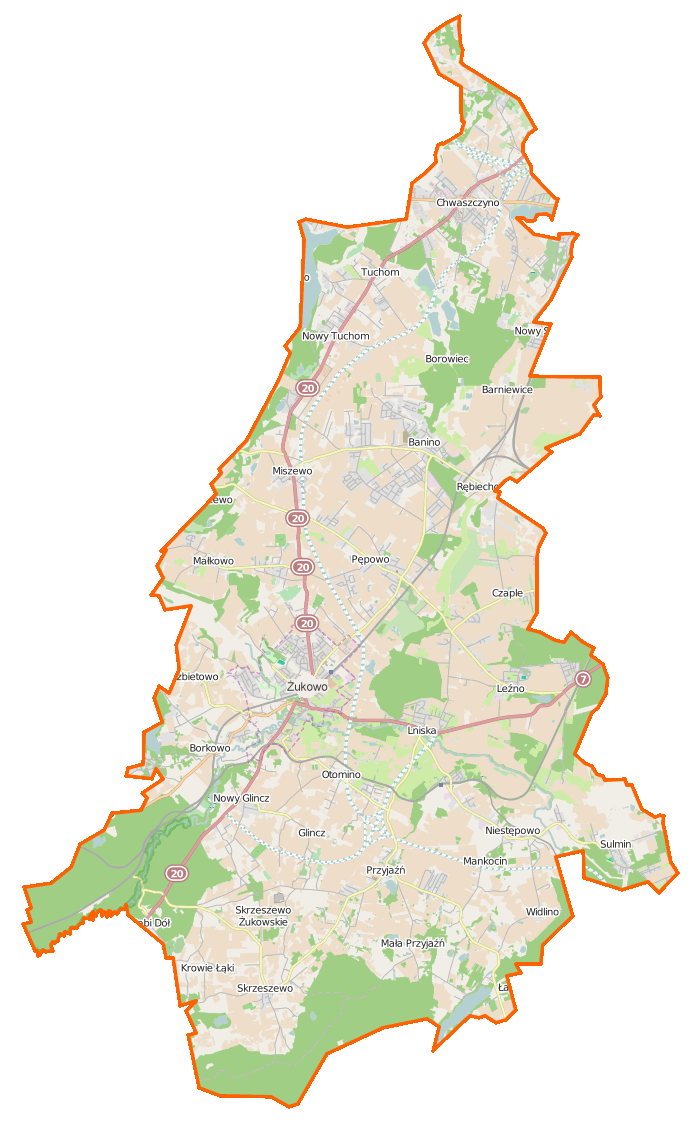
Carte de la gmina de Żukowo.